# Центральная провинция (Замбия)
Центральная провинция (англ. Central Province) — одна из 10 провинций Замбии. Административный центр — город Кабве.

## География
Площадь провинции составляет 94 394 км². Расположена в центральной части страны. Граничит с провинцией Мучинга (на северо-востоке), Восточной провинцией (на юго-востоке), провинциями Южная и Лусака (на юге), Западной провинцией (на западе), провинциями Северо-Западная и Коппербелт, а также с ДРК (на севере).

## Население
Население провинции по данным на 2010 год составляет 1 307 111 человек.

## Административное деление

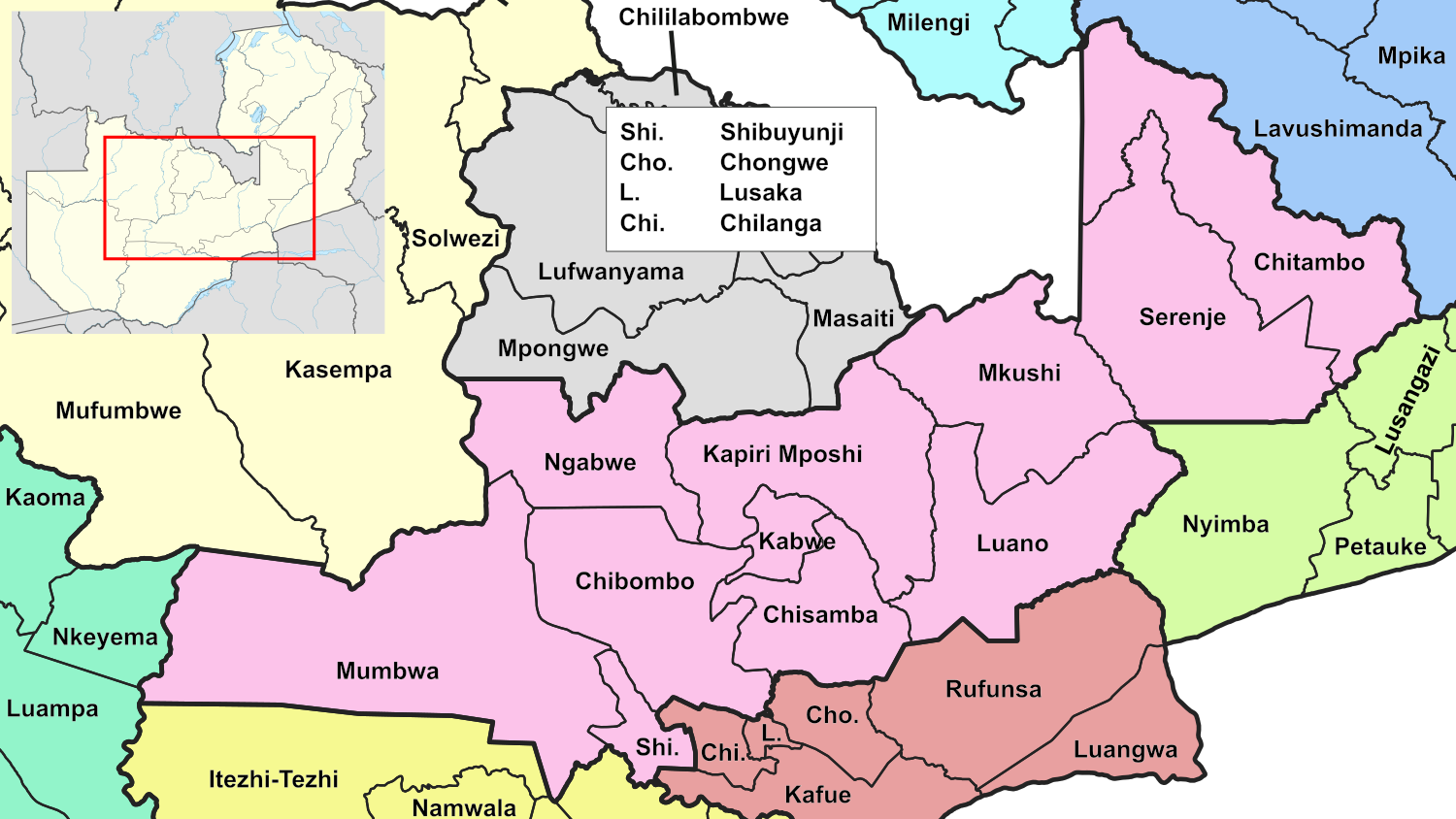
Округа Центральной провинции

В административном отношении подразделяется на 11 районов:
- Чибомбо
- Кабве
- Капири-Мпоши
- Мкуши
- Мумбва
- Серендже